# 志和地站
志和地站（日语：／ Shiwachi eki */?）是位於廣島縣三次市下志和地町710番1號，西日本旅客鐵道（JR西日本）的藝備線車站。

## 歷史
- 1915年（大正4年）
  - 4月28日 - 藝備鐵道（日语：芸備鉄道）東廣島站（第一代，不是現時山陽新幹線車站）至此站開業，此站啟用。
    - 當時車站地址為廣島縣雙三郡川地村下志和地。

  - 6月1日 - 藝備鐵道此站至三次站（現時為西三次站）之間開業。
- 1937年（昭和12年）7月1日 - 藝備鐵道被國有化，備中神代站至廣島站之間成為藝備線。此站成為藝備線車站。
- 1956年（昭和31年）9月30日 - 川地村編入至三次市（第一次），車站地址變為廣島縣三次市下志和地町。
- 1983年（昭和58年）3月8日 - 成為無人車站（簡易委託）。
- 1987年（昭和62年）4月1日 - 伴隨國鐵分割民營化，車站由西日本旅客鐵道（JR西日本）營運。
- 2004年平成16年）4月1日 - 隨著三次市（第二次）成立，車站地址變為廣島縣三次市下志和地町。
- 2009年（平成21年） - 中止簡易委託，完全成為無人車站。
- 2018年（平成30年）7月6日 - 發生豪雨，使此站暫停營業。
- 2019年（平成31年）4月4日 - 三次站至中三田站之間暫定重開[1]。

## 車站構造
車站是一座地面車站，設有1面2線的島式月台。車站大樓位於路線北邊，大樓是一座古老木造瓦頂建築物。月台與大樓之間設有站內平交道連接。
此站是由廣島站管理的無人車站。此站沒有自動售票機。曾經在車站附近的一間商店中，委托售賣車票，當時此站為簡易委託車站。

### 月台
| 月台 | 路線   | 上下行 | 方向               |
| ---- | ------ | ------ | ------------------ |
| 1    | 芸備線 | 上行   | 三次、備後庄原方向 |
| 2    | 芸備線 | 下行   | 志和口、廣島方向   |

截至2016年3月，月台上設有月台編號牌。

## 使用狀況
以下為近年1日平均乘車人次列表。
| 年度               | 1日平均 乘車人次 | 參考資料 |
| ------------------ | ---------------- | -------- |
| 2002年（平成14年） | 92               | [ 2 ]    |
| 2003年（平成15年） |                  |          |
| 2004年（平成16年） |                  |          |
| 2005年（平成17年） |                  |          |
| 2006年（平成18年） |                  |          |
| 2007年（平成19年） |                  |          |
| 2008年（平成20年） |                  |          |
| 2009年（平成21年） |                  |          |
| 2010年（平成22年） |                  |          |
| 2011年（平成23年） | 43               | [ 3 ]    |
| 2012年（平成24年） | 42               | [ 3 ]    |
| 2013年（平成25年） | 46               | [ 3 ]    |
| 2014年（平成26年） | 49               | [ 3 ]    |
| 2015年（平成27年） | 42               | [ 3 ]    |
| 2016年（平成28年） | 47               | [ 3 ]    |
| 2017年（平成29年） | 44               | [ 3 ]    |

## 車站周邊
- 川地郵局
- 川地小學
- 志和地小學
- 三次市立青河小學
- 江之川
- 國道54號（日语：国道54号）
- 江之川停車區 - 中國自動車道
- 志和地站周邊地圖（Mapion） （页面存档备份，存于）

## 相鄰車站
西日本旅客鐵道（JR西日本）
 藝備線
■快速「三次快車」
通過
■普通
西三次－志和地－上川立

## 注腳
1. ↑  . www.westjr.co.jp.   [2019-04-03]. （原始内容存档于2019-04-03） （日语）.
2. ↑  「飲食・小売の出店を科学する出店戦略情報局」之存檔數據
3. 1 2 3 4 5 6 7  國土數値情報 不同站的上下車人次數據

## 外部連結
- 志和地｜車站資訊：JR出門網 - 西日本旅客鐵道（日語）